# Tournoi World Port 2009
Navigation
2007 2011
Le World Port Tournament 2009 est la 12e édition de cette compétition sanctionnée par la Fédération internationale de baseball mettant aux prises cinq sélections nationales. Elle se tient du 2 au 12 juillet à Rotterdam aux Pays-Bas.
Les États-Unis devaient engager une équipe All-Stars de la Great South League mais en raison de problèmes administratifs, USA Baseball se retire de l'événement la veille du premier match. Le Stitching Rotterdam Baseball décide de réorganiser le tournoi et chaque équipe affronte les autres trois fois au lieu de deux.
Cuba, triple tenant du titre, le conserve en dominant les Pays-Bas en finale.

## Sélections
Quatre équipes participent à cette édition à la suite du retrait de USA Baseball:
| Équipe   | Dernière participation |
| -------- | ---------------------- |
| Cuba     | en 2007                |
| Japon    | 5e en 2007             |
| Pays-Bas | 4e en 2007             |
| Taïwan   | en 2007                |

## Format du tournoi
Les équipes sont réparties en une poule unique au format round robin triple. Les deux meilleures équipes se rencontrent en finale pour le titre.
Si une équipe mène de plus de 10 points après le début de la 7e manche le match est arrêté en mercy rule.

## Rencontres

### Poule
| Date       | Recevant | Visiteur | Score  |
| ---------- | -------- | -------- | ------ |
| 2 juillet  | Japon    | Taïwan   | 3 - 4  |
| 2 juillet  | Pays-Bas | Cuba     | 0 - 1  |
| 3 juillet  | Cuba     | Japon    | 8 - 0  |
| 3 juillet  | Taïwan   | Pays-Bas | 8 - 3  |
| 4 juillet  | Cuba     | Taïwan   | 9 - 1  |
| 4 juillet  | Pays-Bas | Japon    | 0 - 6  |
| 5 juillet  | Cuba     | Pays-Bas | 10 - 6 |
| 5 juillet  | Taïwan   | Japon    | 1 - 6  |
| 7 juillet  | Pays-Bas | Japon    | 8 - 0  |
| 8 juillet  | Cuba     | Japon    | 10 - 0 |
| 8 juillet  | Pays-Bas | Taïwan   | 2 - 1  |
| 9 juillet  | Cuba     | Taïwan   | 1 - 1  |
| 9 juillet  | Cuba     | Taïwan   | 5 - 4  |
| 9 juillet  | Pays-Bas | Japon    | 4 - 3  |
| 10 juillet | Taïwan   | Japon    | 8 - 1  |
| 10 juillet | Pays-Bas | Cuba     | 2 - 8  |
| 11 juillet | Japon    | Cuba     | 2 - 1  |
| 11 juillet | Taïwan   | Pays-Bas | 5 - 6  |

| Pl. | Équipe   | J | V | N | D |
| --- | -------- | - | - | - | - |
| 1   | Cuba     | 9 | 7 | 1 | 1 |
| 2   | Pays-Bas | 9 | 4 | 0 | 5 |
| 3   | Taïwan   | 9 | 3 | 1 | 5 |
| 4   | Japon    | 9 | 3 | 0 | 6 |

### Finale
| Équipes  | 1 | 2 | 3 | 4 | 5 | 6 | 7 | 8 | 9 | R | H  | E |
| -------- | - | - | - | - | - | - | - | - | - | - | -- | - |
| Pays-Bas | 0 | 1 | 0 | 0 | 0 | 2 | 0 | 0 | 0 | 3 | 6  | 1 |
| Cuba     | 0 | 1 | 0 | 0 | 2 | 1 | 2 | 3 | X | 9 | 17 | 1 |

## Classement final
| Pl. | Sélection |
| --- | --------- |
|     | Cuba      |
|     | Pays-Bas  |
|     | Taïwan    |
| 4   | Japon     |

## Récompenses
Voici la liste des joueurs récompensés à l'issue du tournoi:
| Récompense                | Joueur               |
| ------------------------- | -------------------- |
| MVP                       | Yoelvis Fiss         |
| Meilleur frappeur         | Adonis Garcia (,500) |
| Meilleur lanceur          | Maikel Folch (0,00)  |
| Plus de coups de circuits | Yoelvis Fiss (2)     |
| Joueur le plus populaire  | Nick Urbanus         |
| Meilleure recrue          | Nick Urbanus         |
| Donald Bax Press Award    | Bas de Jong          |